# Ognjen Filipović
Ognjen Filipović –en serbio, Огњен Филиповић– (Sremska Mitrovica, 17 de octubre de 1973) es un deportista serbio que compitió para Yugoslavia en piragüismo en la modalidad de aguas tranquilas. Ganó seis medallas en el Campeonato Mundial de Piragüismo entre los años 1998 y 2007, y cinco medallas en el Campeonato Europeo de Piragüismo entre los años 1999 y 2008.

## Palmarés internacional
| Representando a Yugoslavia          |                      |                   |             |
| Campeonato Mundial                  |                      |                   |             |
| Año                                 | Lugar                | Medalla           | Competición |
| 1998                                | Szeged (Hungría)     | Medalla de bronce | K1 200 m    |
| Campeonato Europeo                  |                      |                   |             |
| Año                                 | Lugar                | Medalla           | Competición |
| 1999                                | Zagreb (Croacia)     | Medalla de plata  | K1 200 m    |
| Representando a Serbia y Montenegro |                      |                   |             |
| Campeonato Mundial                  |                      |                   |             |
| Año                                 | Lugar                | Medalla           | Competición |
| 2005                                | Zagreb (Croacia)     | Medalla de oro    | K2 200 m    |
| Campeonato Europeo                  |                      |                   |             |
| Año                                 | Lugar                | Medalla           | Competición |
| 2005                                | Poznań (Polonia)     | Medalla de bronce | K2 200 m    |
| Representando a Serbia              |                      |                   |             |
| Campeonato Mundial                  |                      |                   |             |
| Año                                 | Lugar                | Medalla           | Competición |
| 2006                                | Szeged (Hungría)     | Medalla de oro    | K4 200 m    |
| 2006                                | Szeged (Hungría)     | Medalla de bronce | K2 200 m    |
| 2007                                | Duisburgo (Alemania) | Medalla de plata  | K4 200 m    |
| 2007                                | Duisburgo (Alemania) | Medalla de bronce | K2 200 m    |
| Campeonato Europeo                  |                      |                   |             |
| Año                                 | Lugar                | Medalla           | Competición |
| 2007                                | Pontevedra (España)  | Medalla de oro    | K4 200 m    |
| 2007                                | Pontevedra (España)  | Medalla de bronce | K2 200 m    |
| 2008                                | Milán (Italia)       | Medalla de plata  | K4 200 m    |